# Marcoing
Marcoing ist eine französische Kleinstadt mit 1865 Einwohnern (Stand 1. Januar 2022) im Département Nord in der Region Hauts-de-France. Sie gehört zum Arrondissement Cambrai und zum Kanton Marcoing.

## Geografie
Die Kleinstadt Marcoing liegt an einer Flussbiegung der Schelde und am parallel verlaufenden Schifffahrtskanal Canal de Saint-Quentin, etwa sieben Kilometer südwestlich des Stadtzentrums von Cambrai.
Nachbargemeinden von Marcoing sind Noyelles-sur-Escaut im Norden, Proville und Rumilly-en-Cambrésis im Nordosten, Masnières im Osten, Villers-Plouich im Süden, Ribécourt-la-Tour im Südwesten und Flesquières im Westen.
Durch das Gemeindegebiet von Marcoing verläuft die Autoroute A26.

## Bevölkerungsentwicklung
| Jahr                       | 1962 | 1968 | 1975 | 1982 | 1990 | 1999 | 2006 | 2013 | 2020 |
| Einwohner                  | 2128 | 1839 | 2015 | 2132 | 2104 | 1929 | 1873 | 1857 | 1897 |
| Quellen: Cassini und INSEE |      |      |      |      |      |      |      |      |      |

## Sehenswürdigkeiten

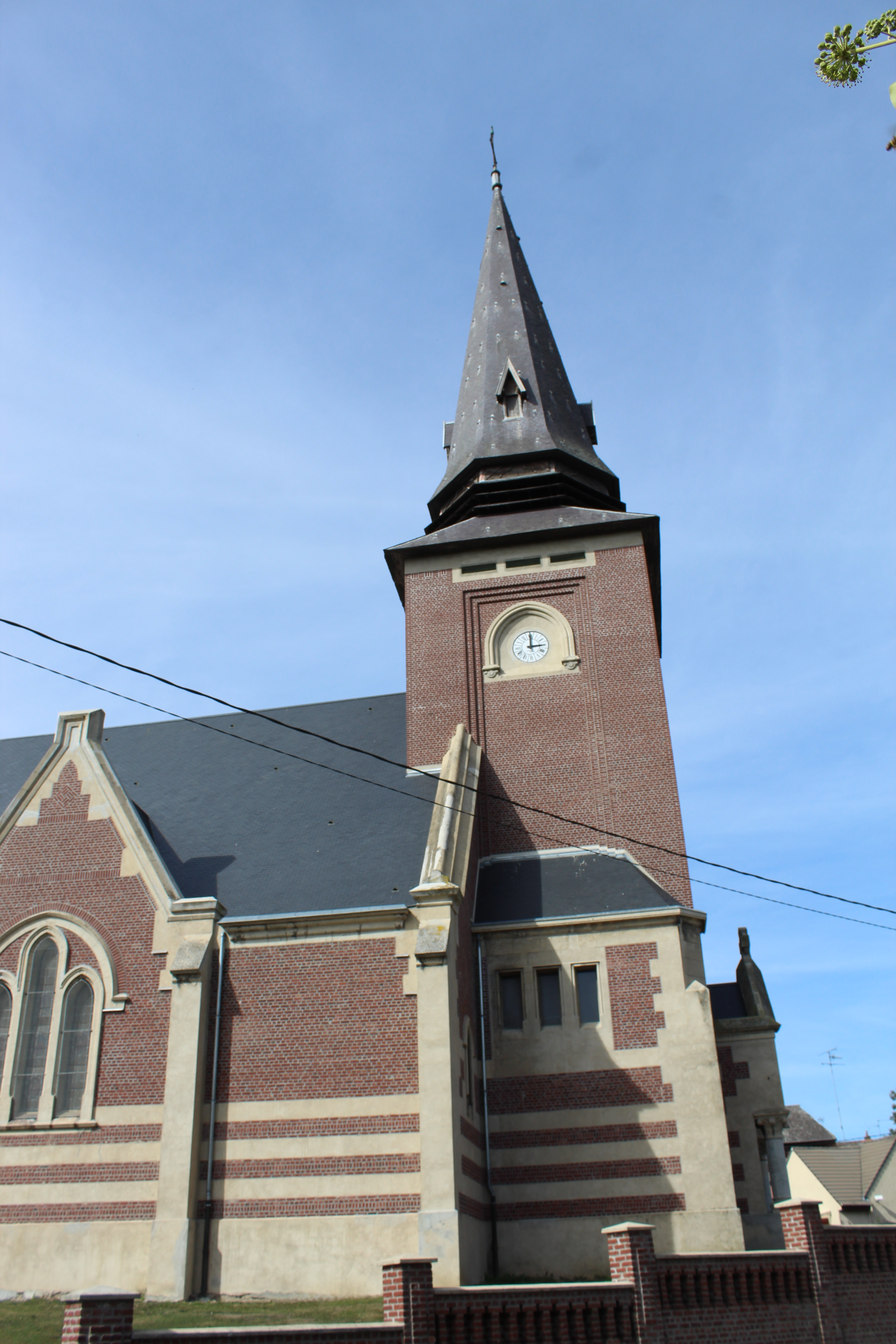
Kirche Saint-Pierre
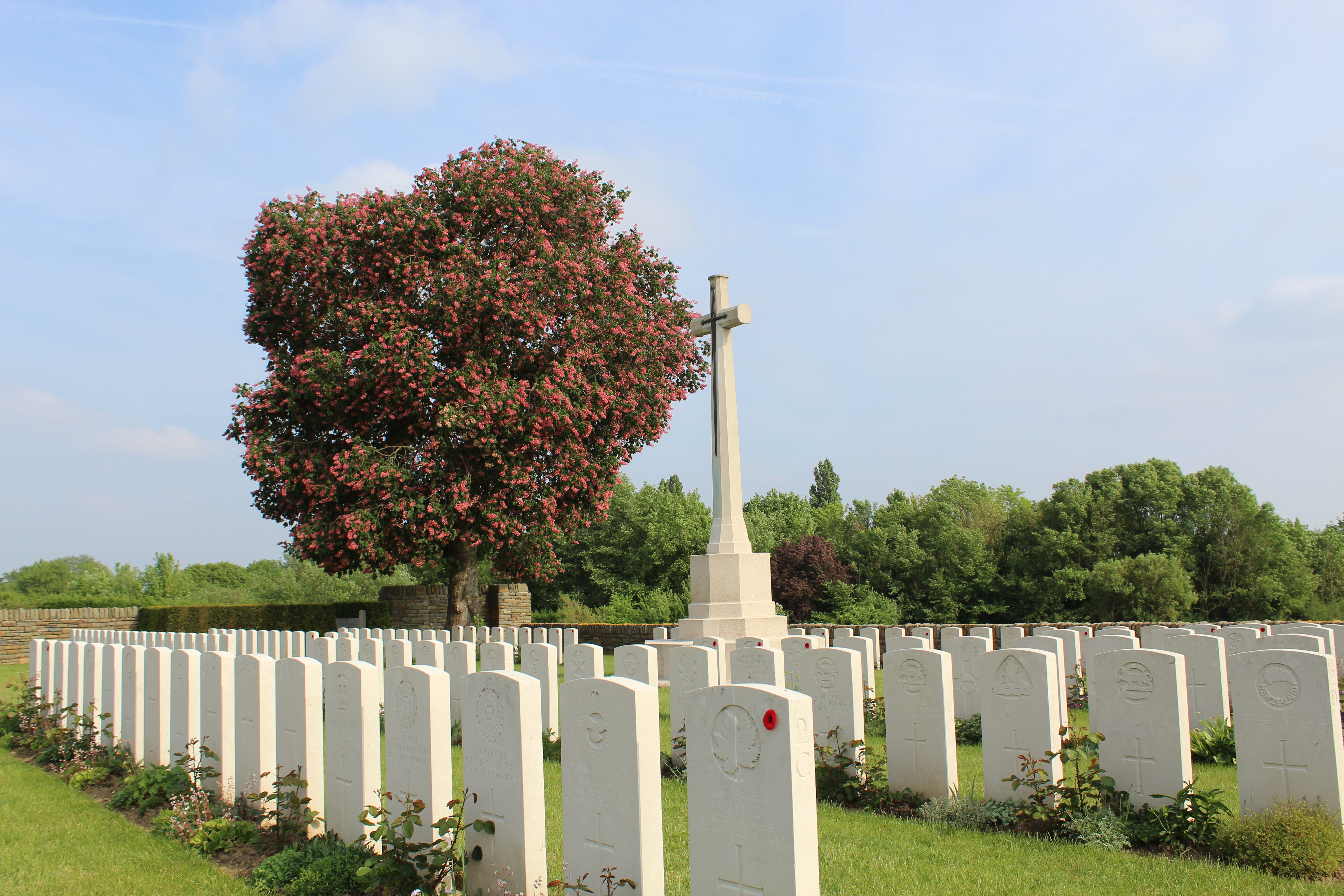
britischer Soldatenfriedhof
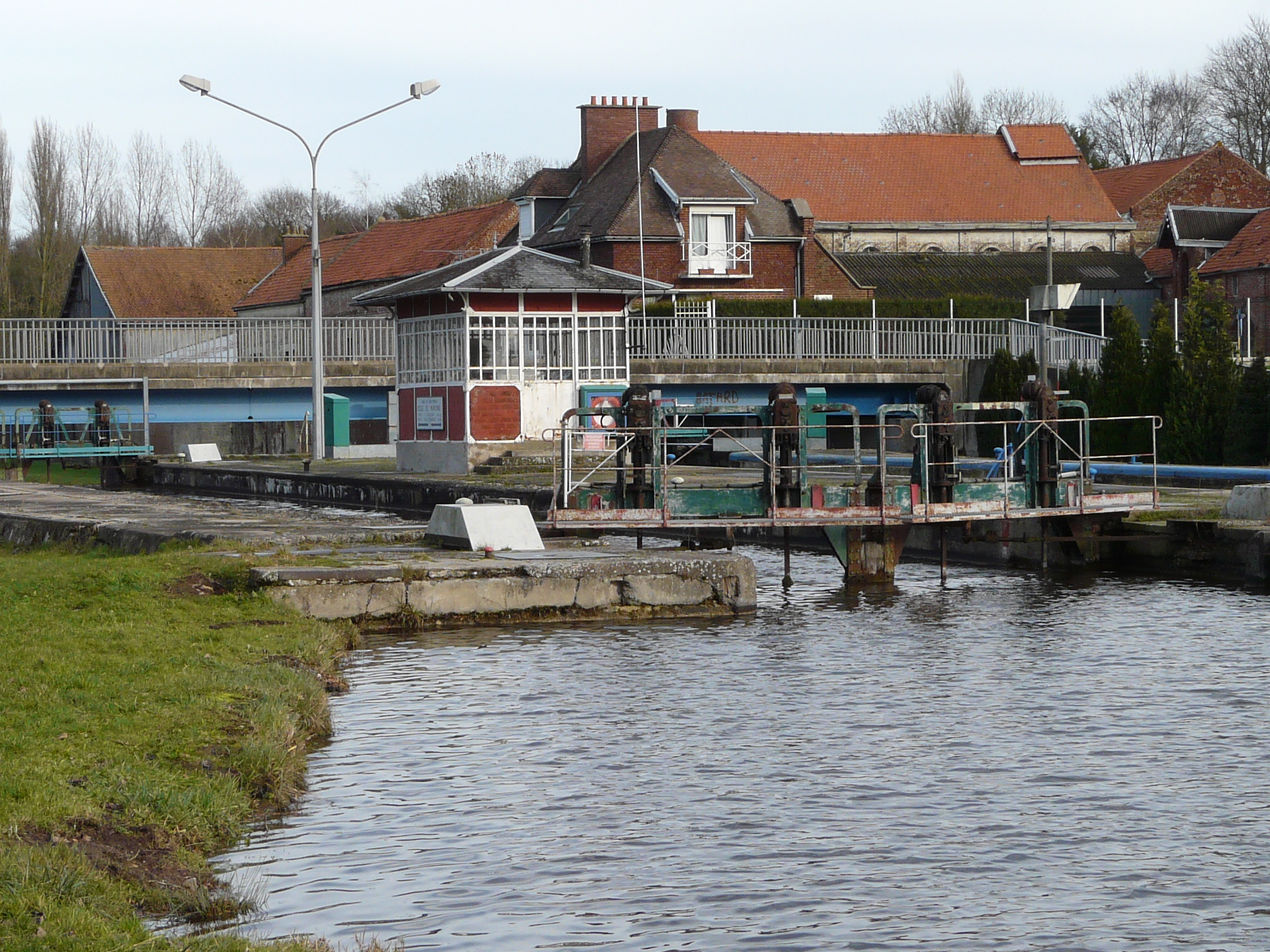
Wasserturm

- Kirche Saint-Pierre
- Britischer Soldatenfriedhof
- Schleuse am Canal de Saint-Quentin